# José d’Angelo Neto
José d’Angelo Neto, auch José D’Angelo Neto, (* 11. Oktober 1917 in Ibituruna, Minas Gerais, Brasilien; † 31. Mai 1990) war ein brasilianischer Geistlicher und römisch-katholischer Erzbischof von Pouso Alegre. 

## Leben
Angelo d’José Neto empfing am 1. Dezember 1940 die Priesterweihe.
Er wurde am 12. März 1960 von Papst Johannes XXIII. zum Bischof von Pouso Alegre ernannt. Erzbischof Armando Lombardi, Apostolischer Nuntius in Brasilien, spendete ihm am 26. Mai desselben Jahres die Bischofsweihe; Mitkonsekratoren waren Oscar de Oliveira, Erzbischof von Mariana, und Daniel Tavares Baeta Neves, Bischof von Januária. Mit Erhebung des Bistums zum Erzbistum Pouso Alegre am 14. April 1962 wurde er zum Erzbischof ernannt.
Er nahm an allen vier Sitzungsperioden des Zweiten Vatikanischen Konzils als Konzilsvater teil.
Nach dem Rücktritt Othon Mottas war er von 1982 bis 1984 zudem Apostolischer Administrator des Bistums Campanha. 